# Scott Fischman
Scott Fischman (* 30. Mai 1980 in Langhorne, Pennsylvania) ist ein professioneller US-amerikanischer Pokerspieler. Er ist zweifacher Braceletgewinner der World Series of Poker und gewann 2004 das Main Event der World Poker Tour.

## Pokerkarriere

### Werdegang
Fischman wuchs im Süden von New Jersey auf und zog im Alter von 12 Jahren nach Las Vegas. Von einem Schulfreund erlernte er Poker und wurde mit 18 Jahren ein Pokercroupier in den Casinos des Sahara und Mirage am Las Vegas Strip.
Bei der World Series of Poker wurde Fischman 2004 zum bis dahin jüngsten Spieler, der zwei Bracelets gewann. Im Alter von 23 gewann er Turniere in den Varianten No Limit Texas Hold’em und H.O.R.S.E., was ihm Preisgelder von rund 400.000 US-Dollar einbrachte. Den Altersrekord gab er 2006 an Jeff Madsen ab. Fischman war als Mitglied der kartenspielenden neuen Crew bekannt. In The Crew spielten Dutch Boyd, Bobby Boyd, David Smyth, Joe Bartholdi Jr., Tony Lazar und Brett Jungblut, wobei Jungblut and Bartholdi die Gruppe vorzeitig verließen. 2004 besiegte Fischman Joe Cassidy und gewann das Einladungsturnier Young Guns of Poker der World Poker Tour. Bei der WSOP 2005 war er kurz davor sein drittes Bracelet zu gewinnen, verlor jedoch im Heads-Up gegen Allen Cunningham in einem Turnier in No Limit Hold’em. Beim Caesars Palace Classic wurde er Ende Oktober 2007 Dritter und erhielt knapp 250.000 US-Dollar. Das Main Event der World Series of Poker Europe in London beendete er Anfang Oktober 2008 auf dem mit umgerechnet über 300.000 US-Dollar dotierten sechsten Platz. Seitdem blieben größere Turniererfolge aus. Seine bis dato letzte Live-Geldplatzierung erzielte er im November 2013.
Insgesamt hat sich Fischman mit Poker bei Live-Turnieren mehr als 2,5 Millionen US-Dollar erspielt. Als emptyseat88 spielt Fischman online bei PokerStars und UltimateBet; bei Full Tilt Poker war er als scott fischman zu finden. Ihm gehörte selbst eine Seite namens The Fish Tank.

### Braceletübersicht
Fischman kam bei der WSOP 16-mal ins Geld und gewann zwei Bracelets:
| Jahr | Buy-in (in $) | Turnier          | Teilnehmer | Preisgeld (in $) |
| ---- | ------------- | ---------------- | ---------- | ---------------- |
| 2004 | 1500          | No Limit Hold’em | 831        | 300.000          |
| 2004 | 2000          | H.O.R.S.E.       | 166        | 100.200          |